# ديار آل مريطان (حريضة)

تعديل مصدري - تعديل

ديار آل مريطان هي إحدى قرى عزلة حريضة بمديرية حريضة التابعة لمحافظة حضرموت، بلغ تعداد سكانها 32 نسمة حسب تعداد اليمن لعام 2004.